# ネルソン航空学校
ネルソン航空学校・ネルソン航空大学校（Nelson Aviation College）は、ラインパイロット・自家用機パイロット・ヘリコプターパイロットを養成する教育訓練機関である。ニュージーランド政府航空局（CAA）ニュージーランド教育庁（NZQA）認可校として1978年に設立される。所在地はP.O.BOX 157 Motueka New Zealand。1991年から日本人留学生受け入れ開始。1992年より、ネルソン航空学校東京事務局を開設する。東京事務局の運営は株式会社ジャパンブロードカンパニーが務めていた。

## 沿革
- 1978年：開校
- 1991年11月：日本人留学生第一期生が入校
- 1992年2月：株式会社ジャパンブロードカンパニー(JBC)と提携

ネルソン航空学校東京事務局を開設
- 1993年4月：JBCの推薦による日本人留学生第一期生が入校
- 1998年10月：訓練施設(新校舎)と寮を併設（全寮制）
- 1999年1月：国土交通省・航空大学教官・学校視察・特別指導実施
- 2004年6月：新校長ペニー・マッケイ（CAA試験官）就任
- 2010年：在学生数 約75名
- 2011年5月:JBCは事業を停止した。

## 保有機
- セスナ152 - 8機
- セスナ172 - 2機（学校保有機は1機）
- セスナ172RG - 1機
- PA34（セネカ） - 1機
- ロビン22 - 5機

## パイロット免許取得に関して
ニュージーランド本校で取得できる免許はCAA(ニュージーランド政府航空局)免許のみの為、日本からの留学生がニュージーランド本校を卒業後、日本でパイロットとしての仕事を希望する場合は別途、国土交通省航空局（JCAB）免許を取得する必要がある。
留学生帰国後の国土交通省航空局（JCAB）免許取得に関してはネルソン航空学校東京事務局（JBC）が教育・斡旋を行い、訓練は新中央航空が竜ヶ崎空港で実施する。